# Lidia Borda

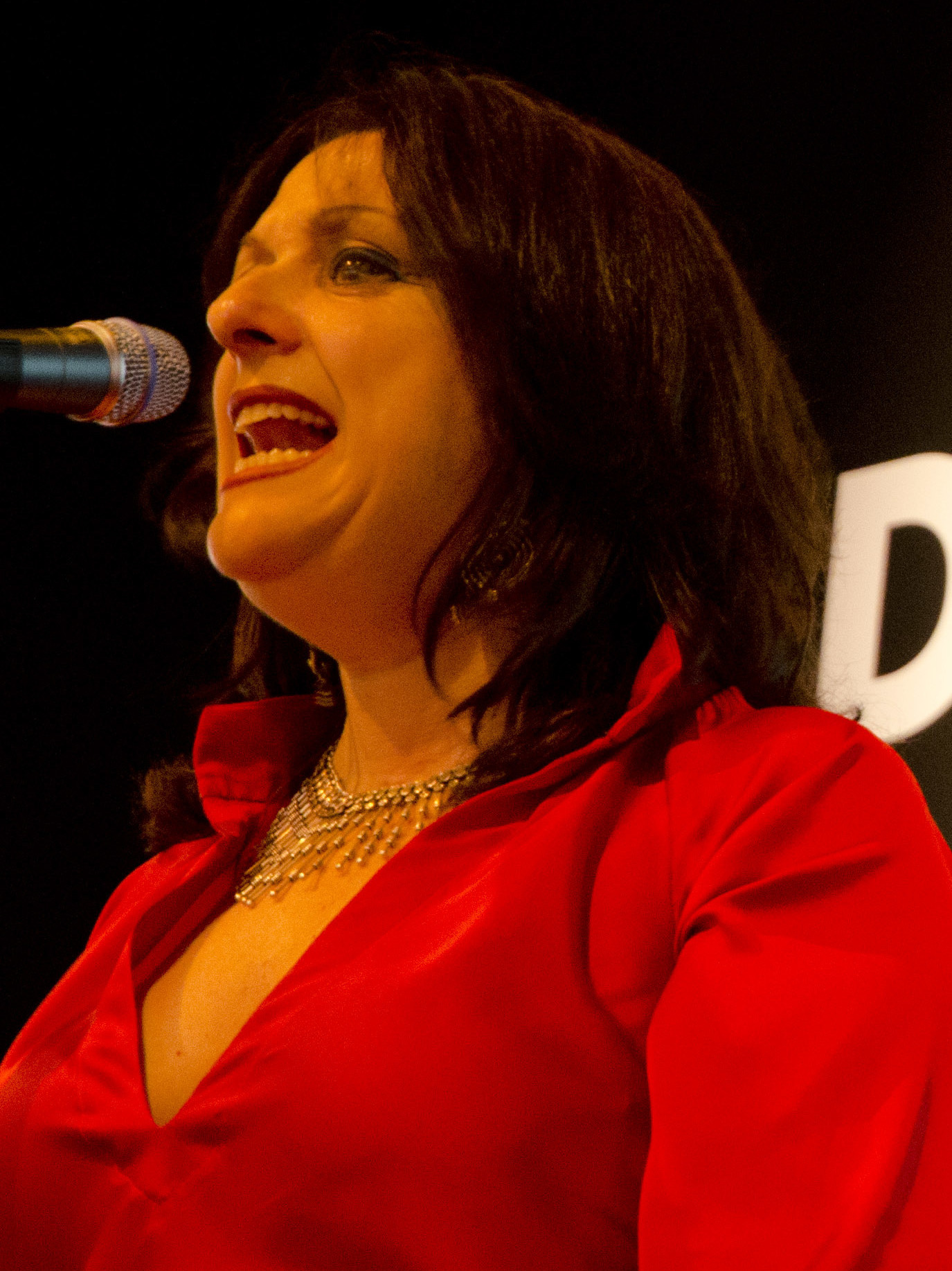
Lidia Borda

Lidia Borda (* 18. April 1966 in Buenos Aires) ist eine argentinische Tangosängerin.

## Leben
Borda studierte Kunst, Schauspiel und Gesang und sammelte erste Erfahrungen als Schauspielerin in der alternativen Szene von Buenos Aires. Durch die Bekanntschaft mit Luis Cardei wurde ihr Interesse für Tangomusik geweckt, und sie erarbeitete sich ein Repertoire von Tangokompositionen aus den 1930er und 1940er Jahren, darunter viele, die von Frauen komponiert oder gesungen worden und weitgehend in Vergessenheit geraten waren.
Sie debütierte 1995 als Sängerin, begleitet von ihrem Bruder, dem Gitarristen Luis Borda und dem Bandoneonspieler Héctor Del Curto. 1996 erschien ihr Debütalbum Entre sueños. 1999 erschien Patio de tango mit dem Sänger und Gitarristen Brian Chambouleyron. Außerdem trat sie in den 1990er Jahren bei Festivals in Portugal, Spanien, Frankreich, Italien, Deutschland und Norwegen auf. In Buenos Aires nahm sie am Festival Internacional de Tango teil.
2002 war sie als Vertreterin der lateinamerikanischen Musik zur Eröffnung der Bibliotheca Alexandrina eingeladen. 2005 wurde sie mit dem Ehrendiplom des Konex-Preises in der Kategorie „weibliche Tangosängerin“ ausgezeichnet.

## Diskographie
- Entre sueños (mit Luis Borda, Rodolfo Gorosito, Gustavo Liamgot), 1996
- Patio de tango (mit Brian Chambouleyron, Esteban Morgado und seinem Quartett), 1999
- Tal vez será su voz (mit Diego Schissi und dem Orquesta El Arranque), 2002
- Será una noche: La segunda (mit Santiago Vázquez, Marcelo Moguilevsky, Edgardo Cardozo, Martín Iannaccone, Gabriel Rivano), 2002
- Ramito de Cedrón (mit Diego Rolón, Daniel Godfrid, Ariel Argañaraz, Juan Cedrón), 2008
- Manzi, caminos de barro y pampa (mit Luis Borda, Ariel Argañaráz, Daniel Godfrid, Pablo Guzmán, Norberto „Tano“ Di Bella), 2010 a
- En Vivo, Teatro Coliseo (mit ...), 2016 a
- Puñal de sombra (mit ...), 2017 a